# 洪內夫格拉本河

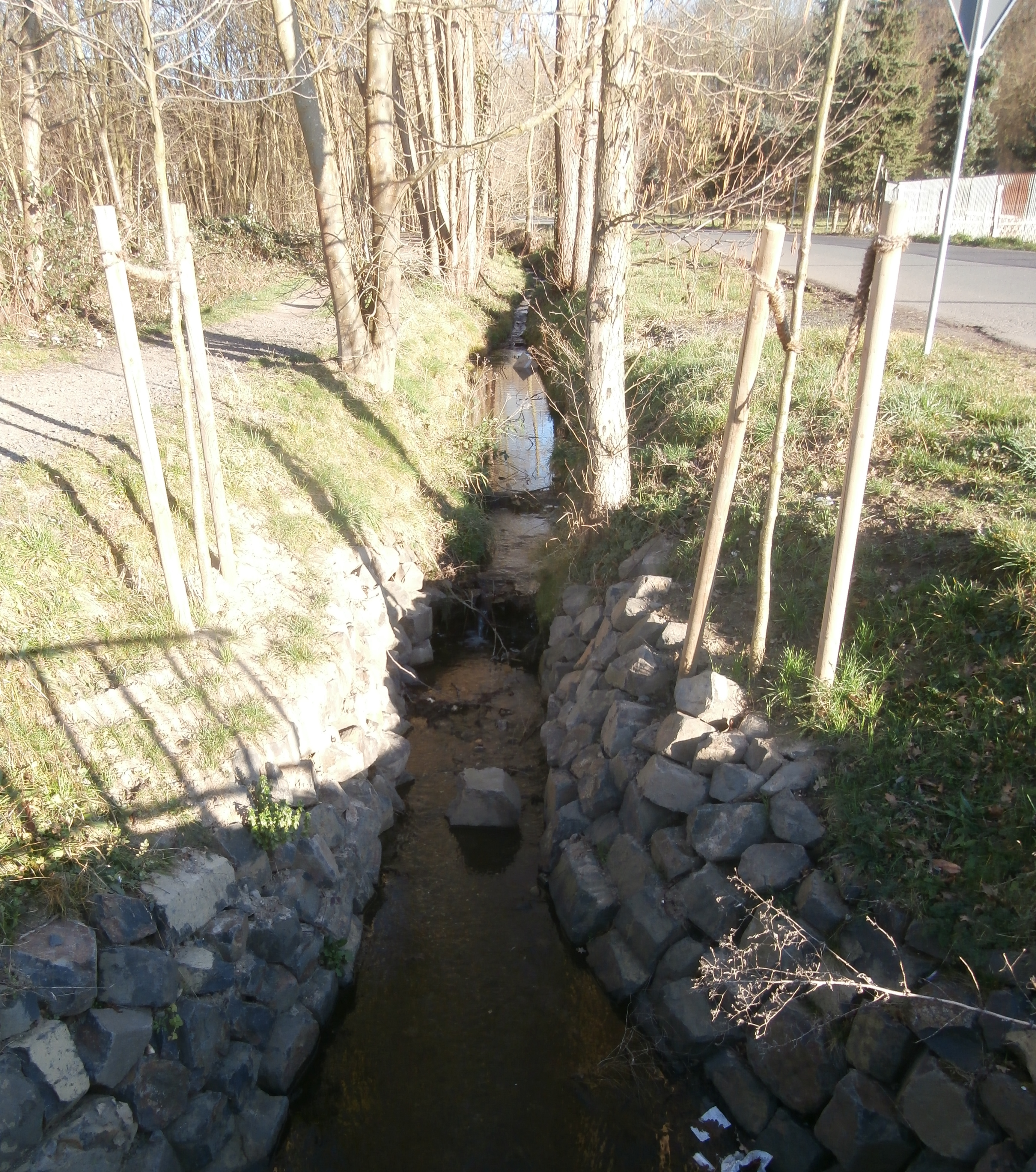
洪內夫格拉本河

50°37′24″N 7°12′53″E / 50.623427°N 7.214638°E
洪內夫格拉本河（德語：Honnefer Graben），是德國的河流，位於該國西部，流經北萊茵-威斯特法倫州和萊茵蘭-普法爾茨州，屬於萊茵河的右支流，河道全長4.9公里，流域面積4.3平方公里。

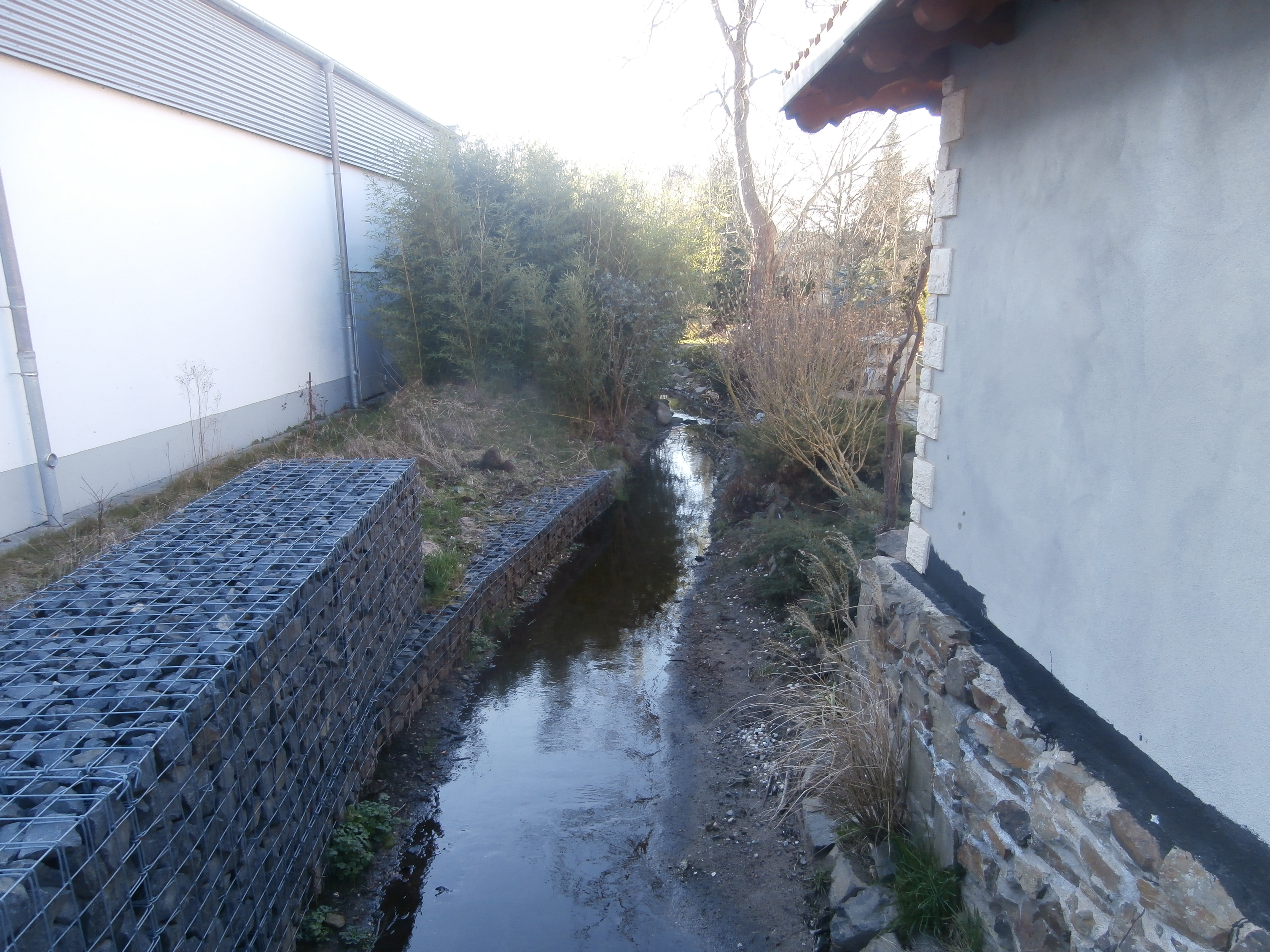
河景